# East Hampton (New York, város)
East Hampton város az USA New York államában, Suffolk megyében. Lakosainak száma 28 385 fő (2020. április 1.).

## Népesség
A település népességének változása:

| 2010 | 21 457 |
| 2020 | 28 385 |